# 표현주의 음악
표현주의 음악 (Expressionist music)은 주로 신빈악파를 중심으로 20세기 초에서 제2차 세계대전 직전까지 독일 ·오스트리아 문화권에서 전개된 음악 사조이다.
이는 회화분야에서 일어난 표현주의운동이 아르놀트 쇤베르크, 안톤 베베른, 알반 베르크 등의 작곡가들에 의해 음악분야에 파급된 음악운동으로 이들은 프랑스의 인상주의 회화와 음악에 대항하여 1910∼1920년대에 이 운동을 전개하였으며, 날카로운 음정의 진행, 극도로 높거나 낮은 음역의 사용, 자유로운 박절(拍節)과 리듬의 사용 등이 특징이다.
특히 바실리 칸딘스키, 오스카 코코슈카 등 표현주의 화가들과 친교가 두터웠던 쇤베르크는 이 운동의 중심적인 음악가로서 《정화된 밤》(1899), 《달에 홀린 피에로》(1912), 게오르게의 열다섯 편의 시에 의거한 《가공(架空)의 정원》(1908∼09) 등의 작품에는 표현주의색이 짙다. 그리고 그의 제자인 베르크의 오페라인 게오르크 뷔히너의 미완성 희곡에 의거한 《보체크》(1917∼1921)와 프랑크 베데킨트의 희곡에 의거한 《룰루》(1929∼1935: 미완성) 등은 표현주의 경향의 극치를 이루는 작품으로 꼽힌다.
인용: [네이버 지식백과] 표현주의 음악 [表現主義音樂] (두산백과)

## 같이 보기
- 인상주의 음악
- 표현주의
- 표현주의 미술